# 1936年逝世人物列表

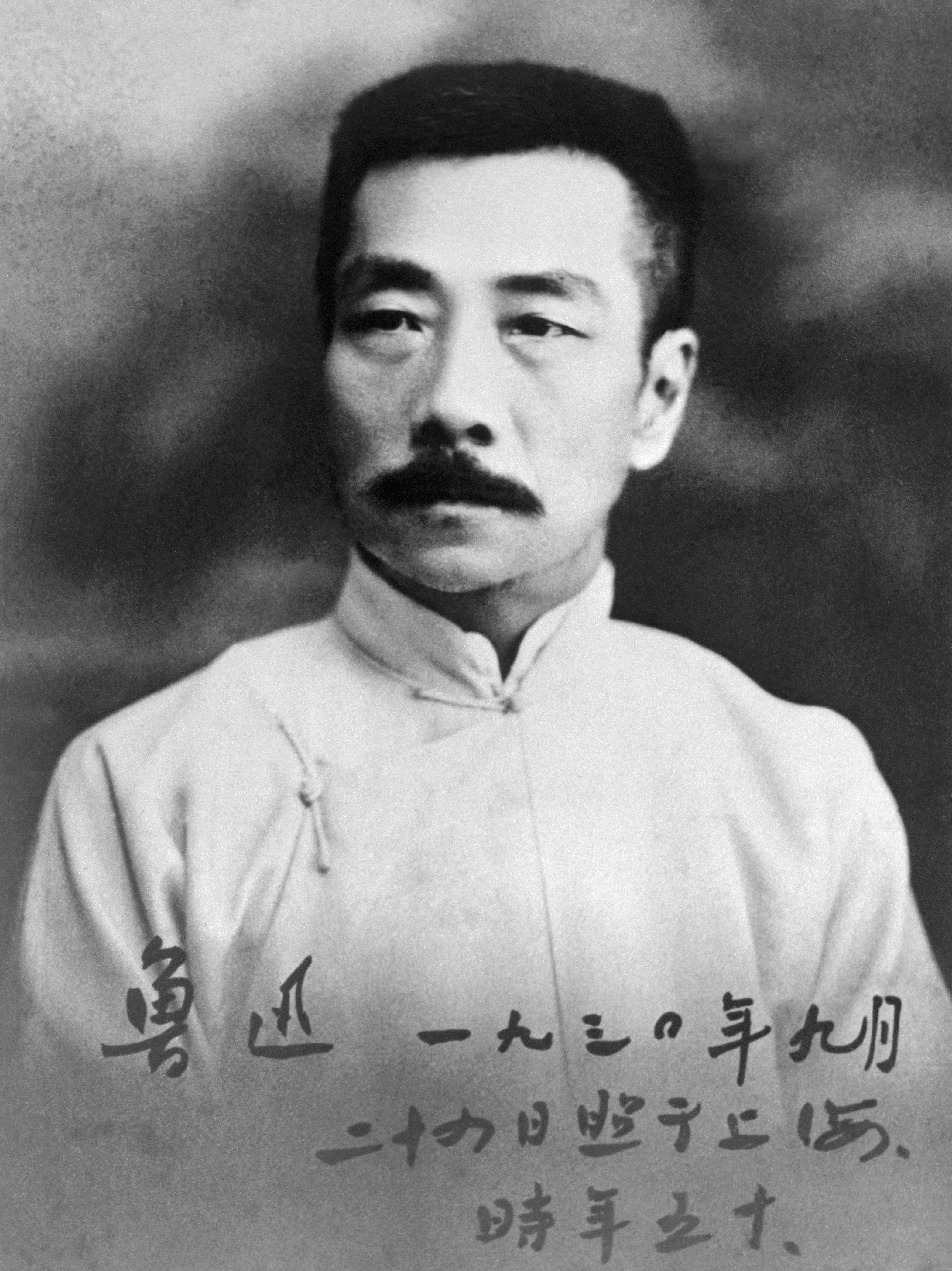
鲁迅

1936年逝世人物列表：1月 - 2月 - 3月 - 4月 - 5月 - 6月 - 7月 - 8月 - 9月 - 10月 - 11月 - 12月
下面是1936年逝世的知名人士列表。

## 1月

### 1日
- 哈裡·史密斯，美國作曲家

### 5日
- 拉蒙·德爾·瓦萊-因克蘭，西班牙作家

### 6日
- 路易絲·布萊恩特，美國記者

### 9日
- 約翰·吉伯特，美國演員

### 15日
- 亨利·福斯特，英國保守黨政治家，澳大利亞前總督
- 喬治·蘭登伯格，美國海軍上尉，美屬薩摩亞第23任總督

### 16日
- 阿爾伯特·菲什，美國連環殺手（被處決）

### 18日
- 魯德亞德·吉卜林，英國作家、諾貝爾獎獲得者

### 20日
- 英國國王乔治五世

### 23日
- 小約翰·米爾斯，「米爾斯兄弟」低音提琴，吉他手

### 24日
- 哈裡·坦普爾·莫雷，美國演員
- 哈裡·皮奇，英國傢俱製造商，社會活動家

### 28日
- 理查·勒布，美國殺人犯

## 2月

### 3日
- 蘇菲，阿爾巴尼亞公主，阿爾巴尼亞親王維德威廉的配偶

### 4日
- 威廉·古斯特洛夫，瑞士納粹黨德國領導人

### 8日
- 查尔斯·柯蒂斯，美國第31任副總統

### 9日
- 卡利斯圖斯·恩德洛武，辛巴威學者和政治家[1]

### 19日
- 威廉·米切尔，美國將軍，軍事航空先驅

### 20日
- 馬克斯·施萊克，德國演員
- 喬治·瓦徹·德·拉普格，法國人類學家

### 23日
- 威廉·亞當森，英國工黨政治家

### 26日
- 在二二六事件中：
  - 高桥是清，日本第11任首相
  - 齋藤實，日本海軍上將，日本第19任首相

### 27日
- 伊萬·巴甫洛夫，俄羅斯心理學家，諾貝爾生理學或醫學獎獲得者
- 穆盧格塔·耶加祖，衣索比亞政府官員，軍事領導人
- 弗雷德·海因斯，美國電影導演和編劇

### 28日
- 查理斯·尼科爾，法國細菌學家，諾貝爾生理學或醫學獎獲得者

## 3月

### 8日
- 讓·帕圖，法國時裝設計師[2]

### 9日
- 斯瓦米·斯裡·尤克特斯瓦爾·吉里，印度僧侶和瑜伽士

### 12日
- 第一代貝蒂伯爵戴維·貝蒂，英國海軍上將
- 大卫·坎贝尔，英國陸軍上將和馬爾他總督

### 13日
- 弗朗西斯·贝尔，紐西蘭第20任總理

### 16日
- 達斯·阿克門蒂亞，拉脫維亞女演員
- 瑪格麗特·杜蘭德，法國記者，女權主義領袖

### 18日
- 埃莱夫塞里奥斯·韦尼泽洛斯，希臘政治家，多次擔任總理

### 20日
- 赫爾曼·法裡斯，美國節制運動領袖

### 21日
- 亚历山大·格拉祖诺夫，俄羅斯作曲家、指揮家

### 23日
- 奧斯卡·阿舍，澳大利亞演員

### 28日
- 阿奇博尔德·加罗德，英國醫生

### 29日
- 歐仁·馬萊，南非律師、博物學家、詩人和作家[3]

## 4月

### 2日
- 阿爾貝里科·阿爾布裡奇，義大利將軍

### 3日
- 理查·豪普特曼，德國殺害小查理斯·林德伯格的人（被處決）

### 6日
- 埃德蒙·布裡斯，美國演員

### 7日
- 玛丽莲·米勒，美國女演員

### 8日
- 羅伯特·巴拉尼，奧地利醫生，諾貝爾生理學或醫學獎獲得者

### 9日
- 斐迪南·滕尼斯，德國社會學家、經濟學家和哲學家

### 18日
- 奥托里诺·雷斯庇基，義大利作曲家、音樂學家和指揮家

### 23日
- 特蕾莎·德拉帕拉，委內瑞拉作家

### 25日
- 瓦吉德·阿裡·汗·潘尼，孟加拉貴族和慈善家[4]

### 26日
- 塔馬尼·楊，美國演員

### 28日
- 埃及國王福阿德一世

### 30日
- 阿尔弗雷德·爱德华·豪斯曼，英國詩人

## 5月

### 2日
- 伊萬·亞歷山德羅夫，俄羅斯工程師

### 4日
- 路德維希·馮·法肯豪森，德國將軍

### 5日
- 瑪麗安·海尼施，奧地利女權活動家

### 8日
- 奧斯瓦爾德·斯賓格勒，德國哲學家

### 12日
- 胡漢民，中國政治家

### 14日
- 第一代艾伦比子爵埃德蒙·艾伦比，英國士兵、行政長官

### 16日
- 列奧尼達斯·帕拉斯凱沃普洛斯，希臘將軍，參議員

### 17日
- 帕纳伊斯·察尔扎里斯，希臘總理

### 24日
- 哈扎爾汗·伊本·哈吉·賈比爾汗，伊朗埃米爾

### 29日
- 諾曼·錢尼，美國演員

## 6月

### 11日
- 罗伯特·欧文·霍华德，美國作家（自殺）

### 12日
- 卡爾·克勞斯，奧地利作家、記者

### 14日
- 吉爾伯特·基思·卻斯特頓，英國作家

### 17日
- 亨利·沃爾索爾，美國演員

### 18日
- 馬克沁·高爾基，俄羅斯作家

### 19日
- 威廉·霍爾-鐘斯，英裔紐西蘭政治家，紐西蘭第16任總理

### 22日
- 瑪麗·哈威蘭·史迪威·庫塞爾，美國牙醫先驅
- 莫里茨·施利克，德國哲學家、物理學家

### 28日
- 亞歷山大·貝克曼，俄羅斯無政府主義者

## 7月

### 1日
- Hovhannes Abelian，亞美尼亞演員

### 8日
- 湯瑪斯·梅根，美國演員

### 9日
- 奧古斯特·阿迪卜·帕查，兩屆黎巴嫩總理

### 11日
- 詹姆斯·默里，美國演員

### 13日
- 科喬·托瓦盧·胡埃努，貝寧批評家，法國在非洲的殖民帝國[5]
- 何塞·卡尔沃·索特洛，西班牙政治家

### 16日
- 艾倫·克羅斯蘭，美國電影導演

### 23日
- 安娜·阿布里科索娃，蘇聯羅馬天主教修女和上帝的僕人[6]

### 24日
- 喬治·米凱利斯，德國第六任總理
- 阿諾德·泰勒，南非獸醫科學家[7]

### 25日
- 海因里希·里克特，德國哲學家

## 8月

### 1日
- 路易·布莱里奥，法國航空先驅

### 9日
- 林肯·斯蒂芬斯，美國記者

### 12日
- 維多利亞·迪亞斯·布斯托斯·德·莫利納，西班牙語教師，宗教女性
- 曼努埃爾·戈德，西班牙將軍（被處決）

### 15日
- 格拉齊亞·黛萊達，義大利作家、諾貝爾獎獲得者

### 19日
- 费德里戈·加西亚·洛尔卡，西班牙作家（遇刺）
- 休·派翠克·萊貢，英國貴族
- 奧斯卡·馮·西多，瑞典第18任首相

### 22日
- 何塞·瑪麗亞·伊諾霍薩，西班牙詩人（遇刺）

### 23日
- 胡里奧·魯伊斯·德·阿爾達，西班牙飛行員、長槍黨政治家（被處決）

### 25日
- 伊万·斯米尔诺夫，蘇聯共產黨活動家
- 列夫·加米涅夫，蘇聯政治家
- 格里戈里·季诺维也夫，蘇聯政治家

## 9月

### 6日
- 維克多·普拉德拉·拉倫貝，西班牙政治理論家（被處決）

### 7日
- 肯尼斯·巴爾福，英國保守黨政治家

### 14日
- 欧文·托尔伯格，美國電影製片人
- 拉烏爾·惡棍，法國刺客

### 16日
- 卡爾·佈雷施，奧地利第9任總理

### 17日
- 亨利·路易·勒夏特列，法國化學家（勒夏特列原理）

### 19日
- 毗濕奴·納拉揚·巴特坎德，印度音樂家

### 21日
- 阿瑪利亞·阿巴德·卡薩森佩雷，西班牙羅馬天主教平信徒，殉道者（被處決）
- 安托万·梅耶，法國語言學家

### 28日
- 威廉·西姆斯，美國海軍上將

### 30日
- 弗裡德里希·西克斯特·馮·阿明，德國將軍

## 10月

### 2日
- 尤霍·蘇尼拉，兩屆芬蘭總理

### 3日
- 约翰·海斯曼，美式橄欖球教練

### 6日
- 久拉·貢博斯，匈牙利第30任總理

### 8日
- 切羅，愛爾蘭占星家
- 威廉·亨利·史塔克，美國商人

### 12日
- 舒賈·莫爾克，印度統治者

### 16日
- 艾菲·阿德萊德·羅蘭茲，英國作家

### 19日
- 鲁迅，中國現代文學領袖人物

### 20日
- 安·沙利文，海倫·凱勒的美國老師

### 26日
- 罗德尼·希思，澳大利亞網球運動員

### 29日
- 拉米羅·德·梅茲圖，西班牙作家

## 11月

### 2日
- 馬丁·洛瑞，英國物理化學家

### 7日
- 沃爾特·芬恩，美國醫生和政治家
- 查爾斯·塞爾，美國沃德維利亞人

### 11日
- 愛德華·日爾曼，英國作曲家[8]

### 17日
- 約翰·鮑爾斯，美國演員
- 亞歷山德羅斯·帕帕納斯塔西烏，兩屆希臘總理

### 20日
- 布埃纳文图拉·杜鲁蒂，西班牙無政府主義者
- 何塞·安东尼奥·普里莫·德里维拉，西班牙法西斯政治家

### 25日
- 安德魯·哈珀，蘇格蘭-澳大利亞聖經學者、教師

### 27日
- 愛德華·巴赫，英國醫生、順勢療法和細菌學家

## 12月

### 7日
- 讓·梅爾莫茲，法國飛行員

### 9日
- 胡安·德拉谢尔瓦，西班牙土木工程師、飛行員、航空工程師和旋翼機發明者
- 阿爾維德·林德曼，瑞典第12任首相
- 洛蒂·皮克福德，加拿大女演員

### 10日
- 鮑比·阿貝爾，英國板球運動員
- 路易吉·皮蘭德羅，義大利作家，諾貝爾獎獲得者

### 18日
- 萊昂納多·托雷斯·克維多，西班牙工程師，計算機和無線電控制的先驅之一，El Ajedrecista（棋手）的發明者

### 23日
- 威廉·哈里森，英國板球運動員

### 24日
- 愛琳·芬威克，美國女演員

### 25日
- 卡尔·斯图姆夫，德國哲學家、心理學家

### 26日
- 珀西瓦爾·鮑德溫，美國政治家和商人

### 29日
- 露西，英國慈善家

### 31日
- 米蓋爾·德·烏納穆諾，西班牙作家